# Qiu Zhonghui
Qiu Zhonghui, född 1935, är en kinesisk bordtennisspelare.
Vid världsmästerskapen i bordtennis 1957 i Stockholm tog hon VM-brons i damlag.
Fyra år senare vid världsmästerskapen i bordtennis 1961 i Peking tog hon VM-silver i damdubbel, VM-guld i damsingel och VM-silver i damlag.